# クック=ライヴ・レコーディング
『クック=ライヴ・レコーディング』は、イタリアのロック・バンドであるP.F.M.が1975年に発表した初のライヴ・アルバムである。
イタリアでは『Live in USA』の題名でヌメロ・ウノから、イギリスとアメリカでは『Cook』の題名でそれぞれマンティコア・レコードとモータウンから発表された。

## 概要
1974年8月に行なわれた初の北米ツアーから、22日のトロント公演と31日のニューヨーク公演の模様を収録した。
最終トラックはメンバーの紹介と各自のソロ演奏の為に用意されたライヴ用のインストゥルメンタルである。タイトルの『アルタ・ロマ（Alta Loma）』とは、ツアー初日の公演地だったロサンゼルスから東に60キロメートルほどのところにあった未編入地域の名前である。
残りの収録曲はオリジナル・アルバムから選別された既発表曲である。

## 収録曲
1. 原始への回帰 - Four Holes in the Ground (7:26)
2. 何処...何時... - Dove...Quando... (4:43)
3. 通りすぎる人々 - Just Look Away (8:47)
4. セレブレイション ～甦る世界～ - Celebration including "The World Became The World" (8:35)
5. ミスター9～5時 - Mr. Nine till Five (4:31)
6. アルタ・ロマ5～9時 ～ウィリアム・テル序曲～ - Alta Loma Five Till Nine including PFM's arrangement of Rossini's "William Tell Overture" (15:52)

- 1./3./5.は英語で、2./4.はイタリア語で唄っている。6.はインストゥルメンタル。
- 各曲の演奏時間はCD（VICP-63229）より。